# 四儿
四儿，《红楼梦》人物，贾宝玉旁的小丫鬟。原名叫作“芸香”，袭人改其名为“蕙香”。后被贾宝玉改名为“四儿”。与贾宝玉同一日生日。但因为说过“同日生日是夫妻”的话语，被王夫人以“勾引宝玉”为理由，把她撵出，让她的家人领她出去配人。之后无下文。